# Памятник Сталину на ВСХВ
Памятник Сталину на ВСХВ — монументальное скульптурное произведение, удостоенное Сталинской премии за 1941 год. До сноса находился на ВСХВ у павильона «Механизация и электрификация сельского хозяйства СССР» (ныне «Павильон № 32», более известный как павильон «Космос»).
Гигантская гранитно-бетонная скульптура была демонтирована в 1951 году в соответствии с обновлённым планом ВСХВ в ходе её реконструкции.

## История создания
Монумент «Сталин» по проекту архитектора И. Г. Таранова и скульптора С. Д. Меркурова («гигантский монумент, изображающий организатора и вдохновителя побед социалистического строительства, любимого вождя и учителя народов СССР и трудящихся всего мира — великого Сталина») был создан в 1938—1939 гг. в ходе реконструкции Площади Механизации, на месте ранее построенного здесь по проекту В. К. Олтаржевского павильона «Механизация».
Гигантская скульптура была создана из железобетона и имела общую высоту 25 метров (15 м скульптура и около 10 м постамент). Она стала одним из символов ВСХВ 1939 года и была запечатлена во всех трёх кинофильмах о ВСХВ — «Подкидыш», «Светлый путь» и «Свинарка и пастух». Из двух последних впоследствии кадры были вырезаны.
Монумент был расположен на особой приподнятой площадке с цветниками и каменными скамьями и призван был подчинить себе обширную площадь, обрамлённую по периметру четырьмя павильонами и стендами с машинами и агрегатами.

## Демонтаж
В 1949 году С. Д. Меркуров направил письмо К. Е. Ворошилову следующего содержания:

Глубоко уважаемый и дорогой Климент Ефремович!
В 1939 году к открытию Всесоюзной Сельскохозяйственной Выставки мной и моей бригадой был сооружён из железобетона монумент Иосифа Виссарионовича.
Тогда же я (основываясь на многолетнем опыте) предупреждал, что бетон может простоять 5-6 лет. Всё же монумент простоял около десяти лет, но взрывная волна от упавших неподалёку немецких фугасок …, и, как мы ни старались ремонтировать фигуру, остановить разрушение оказалось невозможно.
Я, с самого начала, поднимал вопрос о замене бетона гранитом. Позднее архитектор Чечулин поднял вопрос о красной чеканной меди.
Монумент был отмечен Сталинской премией первой степени.
Когда встал вопрос об открытии Выставки в 1950 г., мне было предложено представить соображения о стоимости замены бетона гранитом или же медью.
Всё это было мной сделано и зная, что времени осталось очень мало (11 месяцев), мы приступили к созданию чертежей, подготовке деталей и к организации доставки материалов.
На днях я узнал, что Художественный Совет Выставки выдвигает вопрос объявления конкурса на сооружение нового монумента. Должен предупредить (зная из опыта), что конкурс — если таковой будет — займёт не меньше двух месяцев. На лепку и составление чертежей уйдёт не меньше года (эта подготовительная работа мною уже частично произведена). При таких условиях новую работу нельзя будет уложить в необходимые сроки.
За эти годы монумент глубоко запечатлелся в сознании трудящихся и неразрывно связан с представлением о Сельскохозяйственной Выставке, вследствие чего, при замене материала, художественная трактовка должна остаться прежней.
Поэтому обращаюсь к ПРАВИТЕЛЬСТВУ в ВАШЕМ ЛИЦЕ и прошу Вашего авторитетного решения.
Ваш С. Меркуров 1949 г.

Однако проект выставки был полностью переработан, и масштабная реконструкция, одобренная Сталиным, затронула и монумент, который был демонтирован осенью 1951 года.
Формулировка для изменения прежнего образа монумента была следующей:

Черты величайшего гуманизма Сталина не нашли в его монументе на ВСХВ должного выражения. Неисчерпаемая глубина мысли этого человека, его горячая любовь ко всему лучшему, что есть в людях, его простота, предельная ясность оказались как бы исключёнными из поля зрения скульптора Меркурова. Он опустил высокие человеческие черты личности Сталина. Созданный им образ слишком односторонен, слишком схематичен в своём содержании. Правильно ощущая исторический масштаб своей темы, скульптор не смог выразить её глубочайшего содержания, сведя свою задачу к чисто внешнему выражению.

Новый монумент должен был появиться на площади Колхозов, но в 1953 году его место занял партер фонтана «Каменный цветок».
К открытию ВСХВ в 1954 году на выставке осталось только два памятника Сталину в паре с Лениным — у главного павильона и в павильоне Белорусской ССР, не считая малочисленных профилей вождя.